# Картопляники
Картопля́ники — страва української кухні, котлети з вареної товченої картоплі (можливо, з начинкою). Готуються з вареної м'ятої картоплі. Також застосовують різні начинки: м'ясо, шкварки, гриби, оселедець, чорнослив, капуста тощо.

## Рецепти

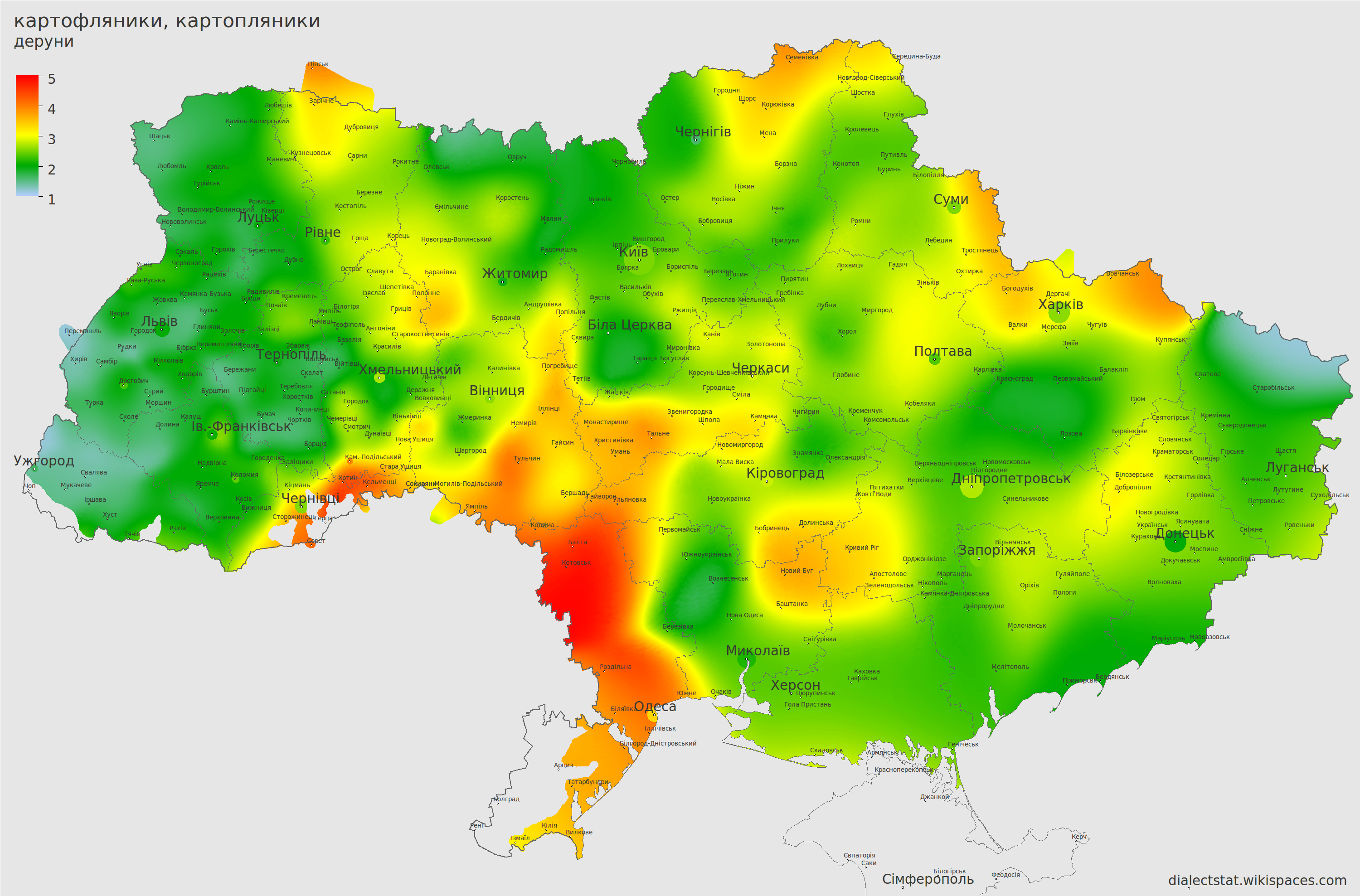
Мапа поширення картопляників, картофляників

### Картопляники звичайні
Інгредієнти: картопля, яйце, борошно, сіль, перець, олія, масло вершкове.
Розтерти на 1 скл. протертої картоплі 2 яйця, 1 ложку топленого, не гарячого масла, солі, перцю білого та борошна. Якщо маса надто густа, додати вершків або сметани. Виліпити пиріжки, формою схожі на січеники. Смажити на помірному вогні. Подають до грибної підливи.

### Картопляники з м'ясом
Приготувати тісто, як і на картопляники звичайні, виліпити пиріжки з борошном, середину начинити січеним м'ясом. Якщо м'ясо варене — підсмажити його з маслом, цибулею і перцем. Потім смажать, як січеники і подають до грибної підливи.

### Картопляники з оселедцем
Картопля готується, як на звичайні картопляники. Начинка — січений оселедець, перемішаний з тертою булкою, маслом, перцем і цибулею.

### Картопляники з грибами
Тісто виготовляється, як і картопляники з м'ясом. Начинка — дрібно порізані відварені сухі гриби, тушковані з маслом, цибулею і перцем та тертою булкою. Подають до підливи з грибної юшки.

### Картопляники з начинкою із зелені та яєць
800 г картоплі відварити в підсоленій воді, остудити та очистити від лушпиння. Картоплю розім'яти, вбити два яйця, всипати дрібку солі і чорного перцю та замісити туге тісто, досипаючи борошно. Приготувати начинку з 3-х подрібнених варених яєць, зеленою цибулею, кропом і сіллю. Виробити з тіста тоненькі варениці, на які покласти начинку. Приплюснути долонею виріб, надавши йому форми пиріжка та обваляти в борошні. Картопляники обсмажити з обох сторін на пательні в розігрітому смальці, викладаючи спочатку швом до низу.
Картопляники подаються з молоком, кисляком, ряжанкою, сметаною, шкварками або без додатків.

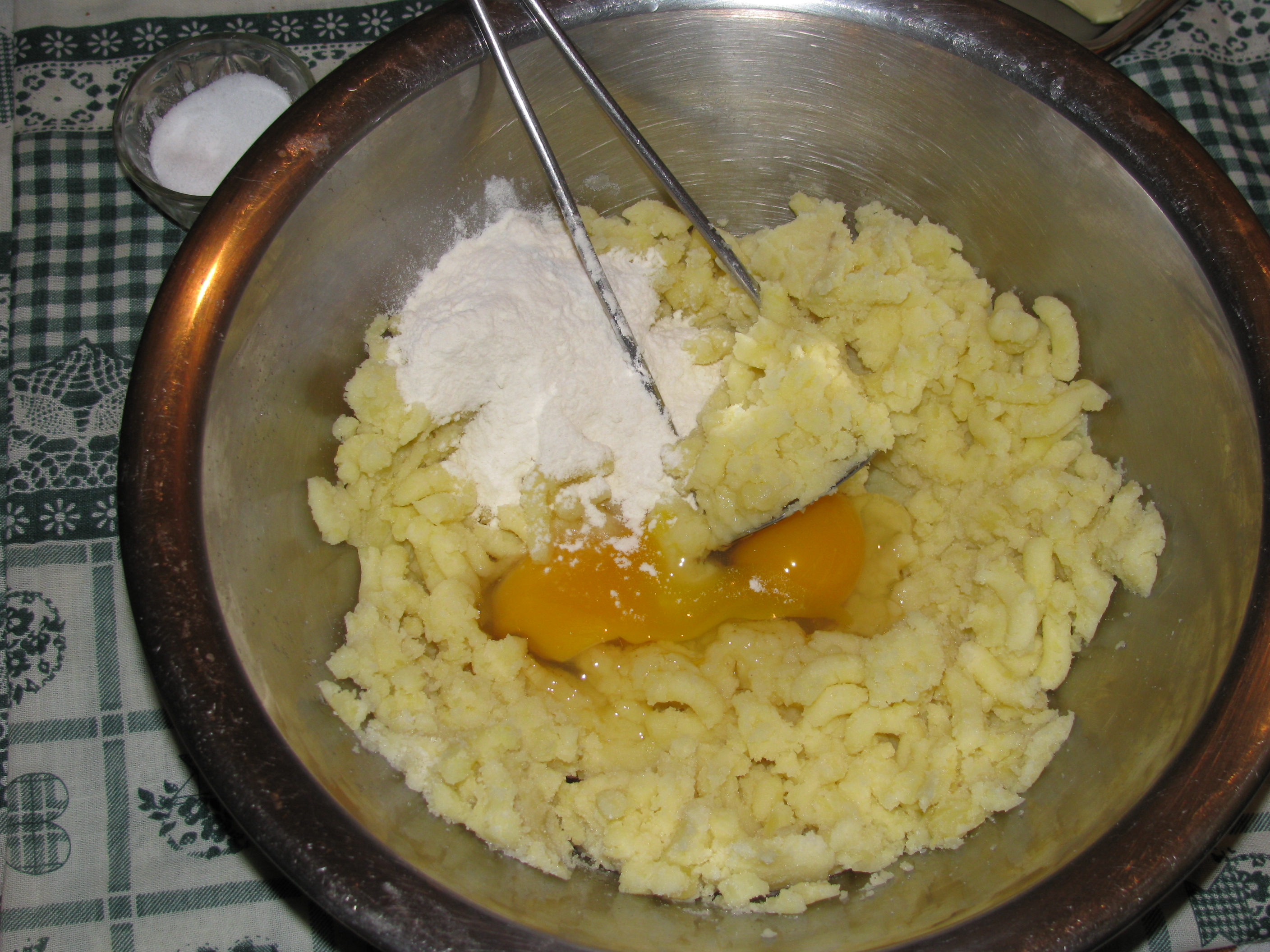
Заміс тіста
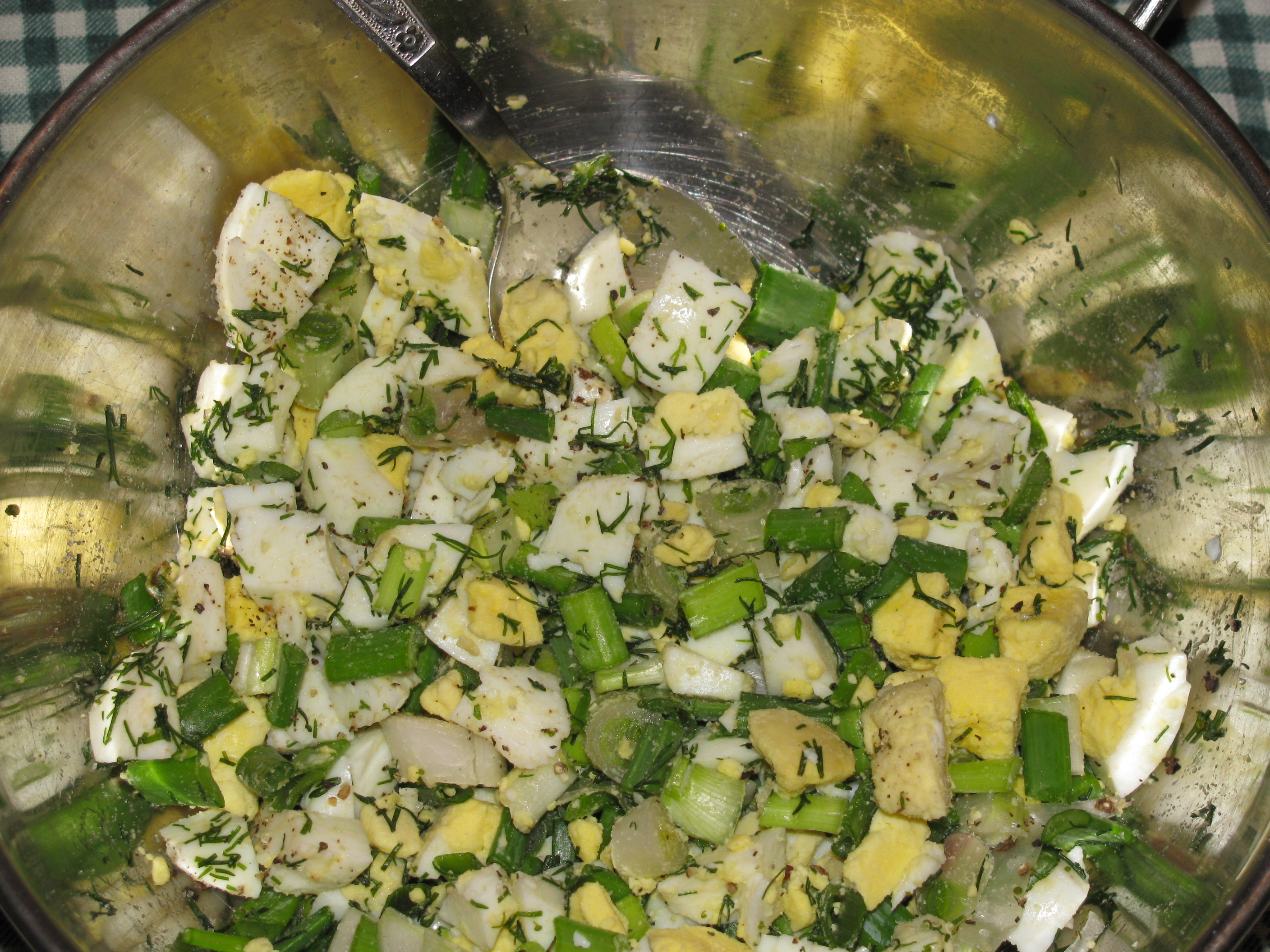
Приготування начинки
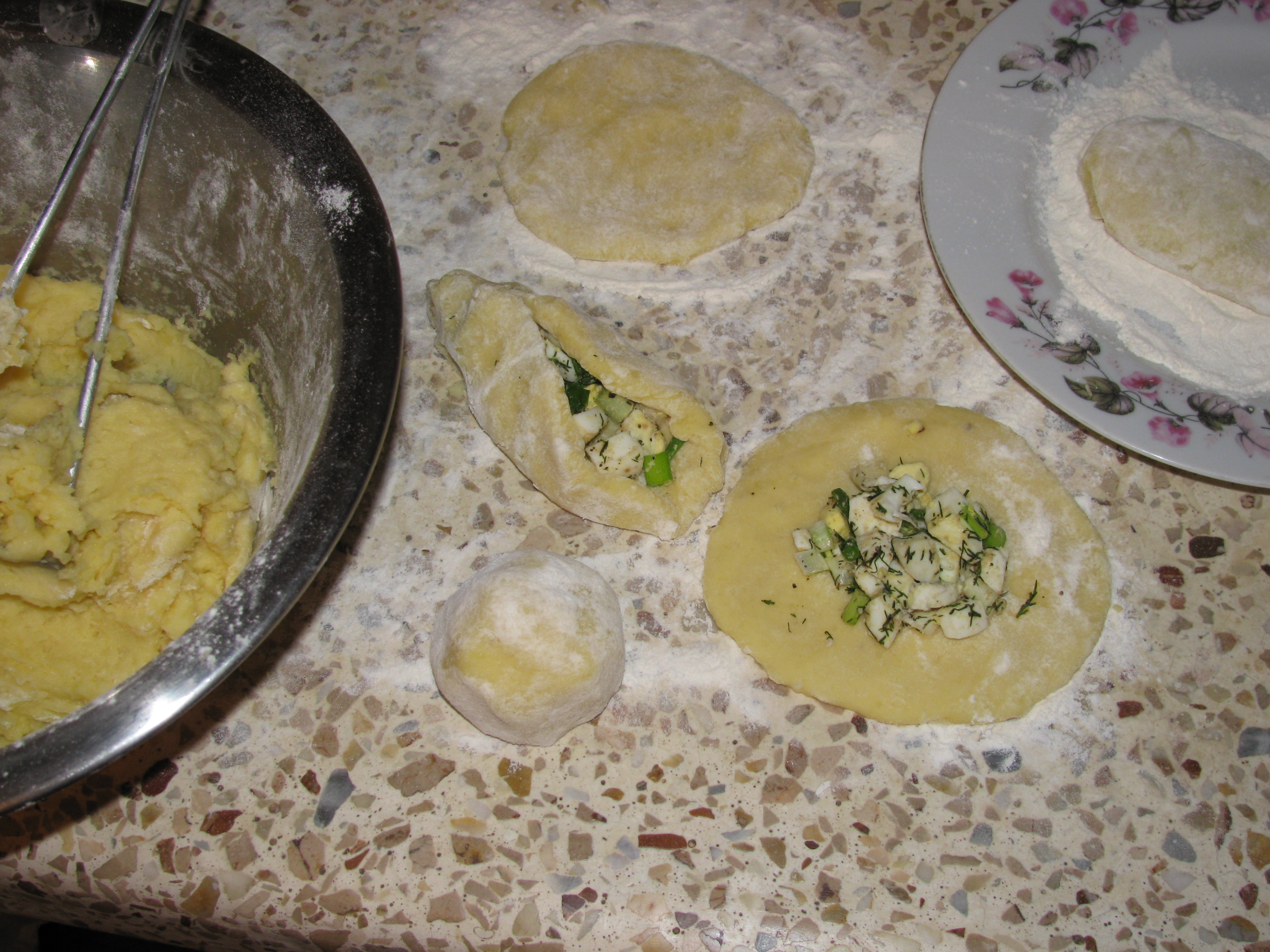
Виготовлення картопляників
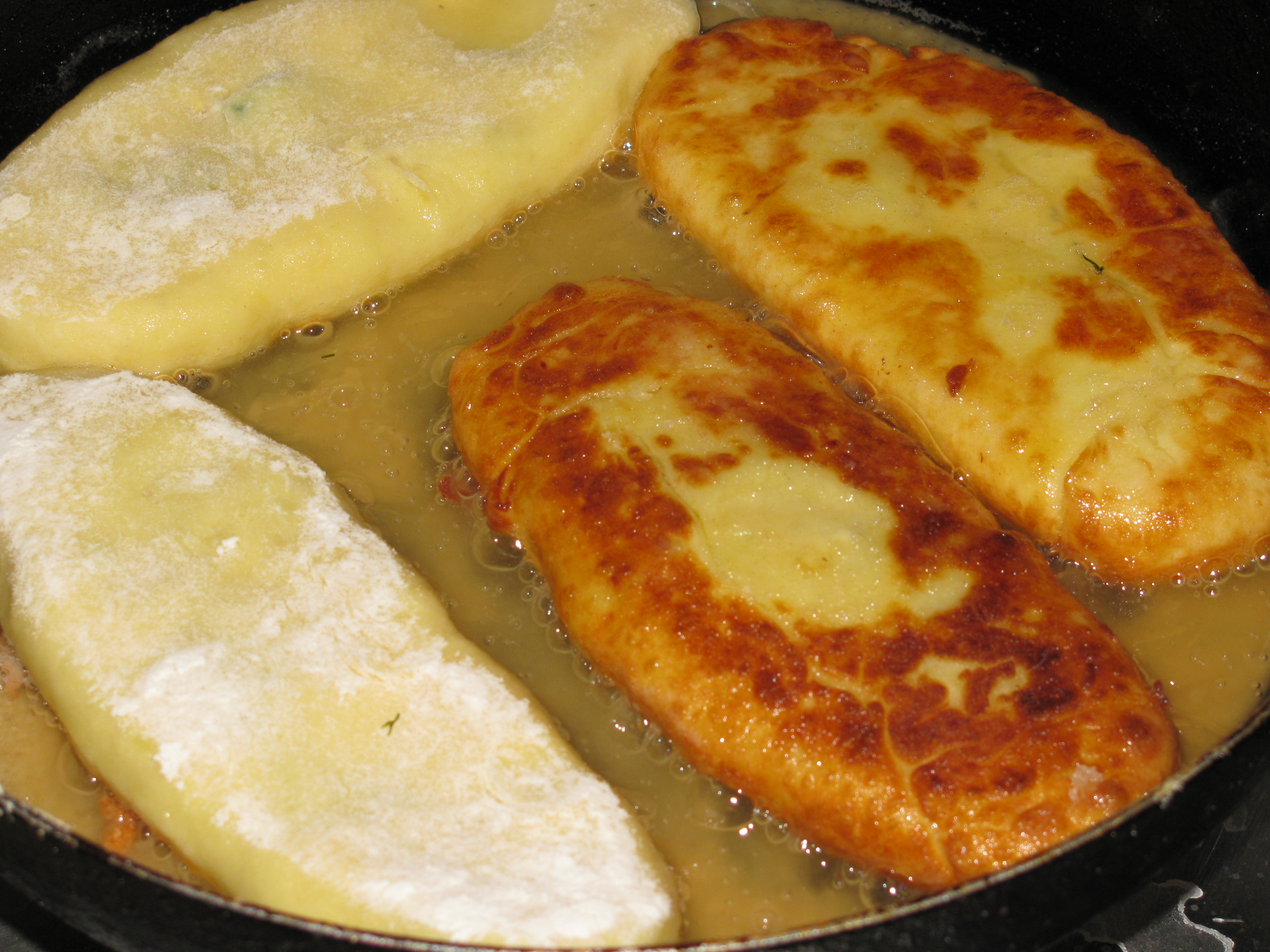
Смаження картопляників